# Vallfogona (la Pobla de Lillet)
Vallfogona és una masia del municipi de la Pobla de Lillet (Berguedà) inclosa en l'Inventari del Patrimoni Arquitectònic de Catalunya.

## Descripció
És una masia coberta a dues vessants i amb carener perpendicular a la façana, orientada a migdia. La masia fou construïda en un terreny molt desnivellat i respon a un senzill edifici de la zona muntanyosa de la comarca; les finestres són de reduïdes dimensions i es conserven rústegues llindes de fusta, tot i que algunes foren reformades al segle xix i la fusta fou substituïda per emmarcaments d'obra vista.
A la primeria del segle xx es va reparar el teulat estabilitzar l'estructura, però el 2009 era en molt mal estat.

## Història
El lloc de Vallfogona és documentat des de l'any 985, concretament quan es va consagrar l'església de Sant Cristòfol, Santa Susanna i Sant Nazari de Vallfogona; l'església fou parroquial durant tota l'època medieval i el rector servia també a l'església veïna de Santa Maria de Falgars. L'edifici va abandonar-se al segle xv i encara no s'han localitzat les restes. L'any 1354 ja és documentat el Mas de Vallfogona (mas Serra de Vallfogona) que al segle xvii fou totalment reconstruït.